# Valea Mare (gmina Săvârșin)
Valea Mare – wieś w Rumunii, w okręgu Arad, w gminie Săvârșin. W 2011 roku liczyła 200 mieszkańców. 